# Antoine de Jussieu
Antoine de Jussieu (Lió, 6 de juliol de 1686 - 22 d'abril de 1758) va ser un naturalista i botànic francès.
Jussieu nasqué a Lió, fill de Christophe de Jussieu (o Dejussieu), un farmacèutic, que publicà Nouveau traité de la theriaque (1708). Antoine estudià a la Universitat de Montpeller, i viatjà amb el seu germà Bernard per Espanya, Portugal i sud de França. S'establí a París el 1708, i al mateix any morí Joseph Pitton de Tournefort, a qui succeí al Jardí Reial de les Plantes Medicinals, més tard dit Jardí de les Plantes, seu del Museu Nacional d'Història Natural de França. Les seves publicacions originals no són d'importància remarcable, però va ser l'editor pòstum de l'obra de Jacques Barrelier, Plantae per Galliam, Hispaniam, et Italiam observatae, &c. (1714). Antoine practicà la medicina dedicant-se als més pobres. El 1718 va ser admès a la Royal Society.
La seva signatura com a botànic és: Ant.Juss.